# Sarcophaga distincta
Sarcophaga distincta är en tvåvingeart som beskrevs av Salem 1946. Sarcophaga distincta ingår i släktet Sarcophaga och familjen köttflugor. Inga underarter finns listade i Catalogue of Life.